# BccN Barcelona Creative Commons Film Festival
BccN Barcelona Creative Commons Film Festival es el primer festival del mundo de obras con la licencia Creative Commons, que permite más flexibilidad para potenciar la distribución de cine en la red, y que facilita que los autores se encuentren con sus públicos. Es también un lugar de encuentro y reflexión en que se intercambian conocimientos y experiencias. Los cuatro días dedicados a divulgar una cultura más libre se inician con una mesa redonda sobre financiación y distribución de las obras en el marco de Creative Commons. Desde 2010 se han realizado nueve ediciones de este festival, en el MACBA y el Instituto Francés de Barcelona, entre otras sedes.

## Programación
Documentales, cortometrajes y largometrajes de todo el mundo forman parte de la programación.

## Ediciones

##### 6.ª edición
La VI edición BccN tuvo lugar en 2015, situando en el centro del debate proyectos y películas que nos abran la mirada hacia la exploración de las limitaciones físicas, sociales y políticas y los modos de empoderamiento para su superación individual y colectiva.

##### 7.ª edición
La VII edición de BccN tuvo lugar en  2016 y acercó al público el mejor cine y audiovisual creado con licencias libres, potenciando un espacio de diálogo, conocimiento y defensa de la Cultura Libre y el audiovisual como herramienta de crítica y transformación de nuestro entorno.

##### 8.ª edición
La VIII edición del festival BccN tuvo lugar en 2017 y propuso una serie de obras que ayudaron a visibilizar las luchas y los anhelos de las comunidades que se resisten a ser pisoteadas por la inercia global, y que hacen de los valores como el compartir, el cooperar o el cuidarse el eje central de su existencia.

##### 9.ª edición
La IX edición del festival BccN tuvo lugar en 2018 qué relación debería establecerse entre la administración pública y la cultura para que ésta sea realmente pública, accesible, (re-)utilizable y, de rebote, cuestionarse la relación de la cultura con el mercado. La muestra es una oportunidad para volver a reivindicar que en el centro de todo debe haber las personas y que la cultura no es un producto ni se mide únicamente con monedas. También ha tratado la falta de libertad de expresión en el Estado.